# Leonid Krasin
Leonid Borisovič Krasin (rusky Леонид Борисович Красин; 3. červencejul./ 15. července 1870greg., Kurgan – 24. listopadu 1926, Londýn) byl ruský a sovětský bolševický politik a diplomat.

## Životopis
Krasin se připojil k Ruské sociálně demokratické dělnické straně koncem devadesátých let 19. století. V roce 1901 vystudoval na Charkovském technologickém institutu.
V té době byl zatčen a poslán na Sibiř, kde pracoval jako dělník na stavbě Transsibiřské magistrály. Nakonec byl Krasin uvolněn a přesunul se do Baku, kde potkal Stalina a začal pracovat pro Leninovy noviny Iskra. V roce 1903 se strana rozdělila na menševiky a bolševiky. Krasin se stal bolševikem a byl zvolen do ústředního výboru stejného roku.
Krasin byl aktivní během revoluce roku 1905, kdy pod jménem Juchanson podporoval finančně revolucionáře. V roce 1908 odešel do Berlína a s bolševiky se rozešel. Stal se elektrotechnikem v Siemensově továrně.
Po únorové revoluci se Krasin vrátil a znovu se spojil s bolševiky. V letech 1920 až 1924 byl Krasin lidovým komisařem zahraničního obchodu. Během tohoto mandátu podepsal roku 1921 Britsko-sovětskou obchodní smlouvu.
V roce 1924 byl poslán do Londýna jako velvyslanec. Tam také roku 1926 zemřel na onemocnění krve. Pravdou bylo, že jeho přítel a lékař Alexandr Bogdanov prováděl experimenty s transfúzí krve a Krasin byl jeho „pokusným králíkem“. Sám Bogdanov zemřel roku 1928 po podobné transfúzi.
Krasinovo jméno nese ledoborec Krasin (do roku 1926 ledoborec Svjatogor), který získal celosvětovou slávu v roce 1928, když zachránil výpravu Umberta Nobileho po ztroskotání vzducholodi Italia. Krasin byl pohřben v Kremelské zdi.